# Fermat (Mondkrater)
Fermat ist ein Einschlagkrater auf der Mondvorderseite westlich des Mare Nectaris, nordöstlich des Kraters Sacrobosco und südwestlich von Catharina, westlich der Rupes Altai.
Der Krater ist stark erodiert, der Kraterboden relativ eben.
| Buchstabe | Position           | Durchmesser | Link |
| --------- | ------------------ | ----------- | ---- |
| A         | 21,87° S, 19,59° O | 17 km       |      |
| B         | 23,11° S, 21,09° O | 11 km       |      |
| C         | 21,12° S, 18,45° O | 14 km       |      |
| D         | 20,2° S, 17,97° O  | 12 km       |      |
| E         | 19,97° S, 19,85° O | 7 km        |      |
| F         | 22,15° S, 20,13° O | 5 km        |      |
| G         | 19,48° S, 19,97° O | 7 km        |      |
| H         | 23,19° S, 20,63° O | 5 km        |      |
| P         | 23,79° S, 19,4° O  | 36 km       |      |

Der Krater wurde 1935 von der IAU nach dem französischen Mathematiker Pierre de Fermat offiziell benannt.